# 충격군
충격군 또는 돌격군(영어: Shock Troops, 영어: Assault Troops)은 군사 공격시의 선봉대를 의미한다. 충격군을 포함한 부대는 일반적으로 적의 취약한 후방 지역을 공격하고 적이 방어하고 공격하는 동안 허점을 찔러 침투할 목표로 이동성이 빠르게 구성된 것이 대부분이다.

## 같이 보기
- 아르디티
- 광전사
- 캐나다 군단
- 가탁 군
- 특수부대

## 참고 문헌
- Grau, Lester W. Russian-Manufactured Armored Vehicle Vulnerability in Urban Combat: The Chechnya Experience{{, Red Thrust Star, January 1997 "The Chechen lower-level combat group consists of 15 to 20 personnel subdivided into three or four-man fighting cells. ..."